# Auxiliares do Sacerdócio
As Auxiliares do Sacerdócio são uma congregação religiosa feminina de espiritualidade inaciana e direito diocesano que fazem parte da família inaciana.

## História
Na véspera do Natal de 1911, Marie Galliod (1886-1935) teve a intuição de ajudar os sacerdotes através da oração e do trabalho. Após um período de formação na vida religiosa no noviciado do mosteiro da Visitação de Paray-le-Monial. A comunidade foi fundada em 21 de dezembro de 1923 por Marie Galliod, na religião Madre Maria Madalena da Cruz, e reconhecida por Hyacinthe-Jean Chassagnon, Bispo de Autun sob o nome de pequenas auxiliares do Coração de Jesus. Eles foram então aprovados em 23 de outubro de 1926 por Roma sob o nome de Pequenos Auxiliares do Clero.
A segunda casa foi inaugurada em 1923 em Saint-Germain-du-Plain, depois Chalon-sur-Saône em 1929 e Mâcon em 1936. Em 1929, a fundadora mandou construir a casa mãe em Paray-le-Monial, com uma capela dedicada a Cristo Sacerdote. Em 1958, partiram para o Chade e depois para o Brasil em 1962. A congregação tomou seu nome atual em 1983.

## Atividades e divulgação
As irmãs podem trabalhar em um ambiente não-confessional (engenheira, enfermeira, professora, etc.) ou para a Igreja (catecismo, capelania penitenciária, pastoral).
Estão presentes na França e no Brasil.